# Чхве Со У
Чхве Со У (кор. 최서우, до 2012 года — Чхве Ён Джик (кор. 최용직); 3 декабря 1982 года, Кунсан, Южная Корея) — южнокорейский прыгун с трамплина, участник шести подряд зимних Олимпийских игр (1998—2018), чемпион Азиатских игр и Универсиад.

## Спортивная биография
Заниматься прыжками с трамплина Чхве Со У начал в 1991 году.
В Кубке мира Чхве Со У дебютировал в 1999 году. Лучшим результатом для корейского прыгуна стало 25-е место, завоёванное на этапе в немецком Клигентале в 2007 году. Лучшим результатом Чхве в итоговом общем зачёте Кубка мира является 72-е место в сезоне 2006/07. 
За свою карьеру участвовал в четырёх чемпионатах мира, лучший результат 10-е место в командных соревнованиях на чемпионате мира 2005 года, а в личных соревнованиях корейский прыгун ни разу не поднимался выше 22-го места.
На зимних Олимпийских играх Чхве дебютировал в 1998 году в Нагано. Южнокорейский прыгун стартовал в трёх дисциплинах: нормальный трамплин — 53-е место, большой трамплин — 53-е место, командные соревнования — 13-е место.
На зимних Олимпийских играх 2002 года в Солт-Лейк-Сити стал 34-м на нормальном трамплине, 46-м на большом и 8-м в команде.
На зимних Олимпийских играх 2006 года в Турине Чхве стартовал в трёх дисциплинах: стал 13-м в команде, 53-м в квалификации на большом трамплине и 36-м в квалификации на нормальном трамплине.
На зимних Олимпийских играх 2010 года в Ванкувере показал следующие результаты: нормальный трамплин 43-е место в квалификации, большой трамплин 46-е место в квалификации.
В 2014 году Чхве выступил на своих пятых зимних Олимпийских играх в Сочи. В прыжках с нормального трамплина Чхве уверенно преодолел квалификацию, заняв 19-е место. В основном раунде корейский прыгун занял 34-е место. В прыжках с большого трамплина Чхве Со У вновь пробился в основной раунд, где южнокорейский прыгун показал 39-е место. В командных соревнованиях сборная Южной Кореи заняла предпоследнее 11-е место, а сам Чхве показал третий результат в своей команде.
В 2018 году выступил на своих шестых Олимпийских играх.
Завершил карьеру в 2020 году.
Использовал лыжи производства фирмы Elan.

### Кубок мира

#### Результаты в Кубке мира
| 2013/14 Итоги | 2013/14 Итоги | Германия | Германия | Финляндия | Финляндия | Норвегия | Норвегия | Норвегия | Германия | Германия | Швейцария | Швейцария | Германия | Германия | Австрия | Австрия | Австрия | Австрия | Польша | Польша | Польша | Япония | Япония | Германия | Германия | Швеция | Финляндия | Финляндия | Финляндия | Норвегия | Норвегия | Словения | Словения | Словения |
| Очков         | Место         | Ком      | Инд      | Инд       | Инд       | См       | Инд      | Инд      | Инд      | Инд      | Инд       | Инд       | Т4Т      | Т4Т      | Т4Т     | Т4Т     | Пол     | Пол     | Инд    | Ком    | Инд    | Инд    | Инд    | Инд      | Инд      | Инд    | Инд       | Инд       | Инд       | Инд      | Инд      | Инд      | Ком      | Инд      |
| 0             | —             | 13       | Q        | —         | ×         | —        | Q        | Q        | Q        | Q        | —         | —         | —        | —        | —       | —       | —       | —       | —      | —      | —      | —      | —      | —        | —        | —      | —         | —         | —         | —        | —        | —        | —        | —        |

| 2012/13 Итоги | 2012/13 Итоги | Норвегия | Норвегия | Норвегия | Финляндия | Финляндия | Россия | Россия | Швейцария | Швейцария | Германия | Германия | Австрия | Австрия | Польша | Польша | Польша | Япония | Япония | Норвегия | Норвегия | Чехия | Чехия | Германия | Германия | Германия | Германия | Германия | Финляндия | Финляндия | Финляндия | Норвегия | Норвегия | Словения | Словения | Словения |
| Очков         | Место         | См       | Инд      | Инд      | Ком       | Инд       | Инд    | Инд    | Инд       | Инд       | Т4Т      | Т4Т      | Т4Т     | Т4Т     | Инд    | Ком    | Инд    | Инд    | Инд    | Пол      | Пол      | Пол   | Пол   | Ком      | Пол      | Инд      | Пол      | Ком Пол  | Ком       | Инд       | Инд       | Инд      | Инд      | Пол      | Ком Пол  | Пол      |
| 0             | —             | —        | —        | —        | 10        | Q         | —      | —      | Q         | Q         | —        | —        | Q       | —       | —      | —      | —      | —      | —      | —        | —        | —     | —     | 12       | ×        | —        | —        | —        | —         | —         | —         | —        | —        | —        | —        | —        |